# Nichtblätterpilz
Die Einteilung der Lebewesen in Systematiken ist kontinuierlicher Gegenstand der Forschung. So existieren neben- und nacheinander verschiedene systematische Klassifikationen. 
Das hier behandelte Taxon ist durch neue Forschungen obsolet geworden oder ist aus anderen Gründen nicht Teil der in der deutschsprachigen Wikipedia dargestellten Systematik.

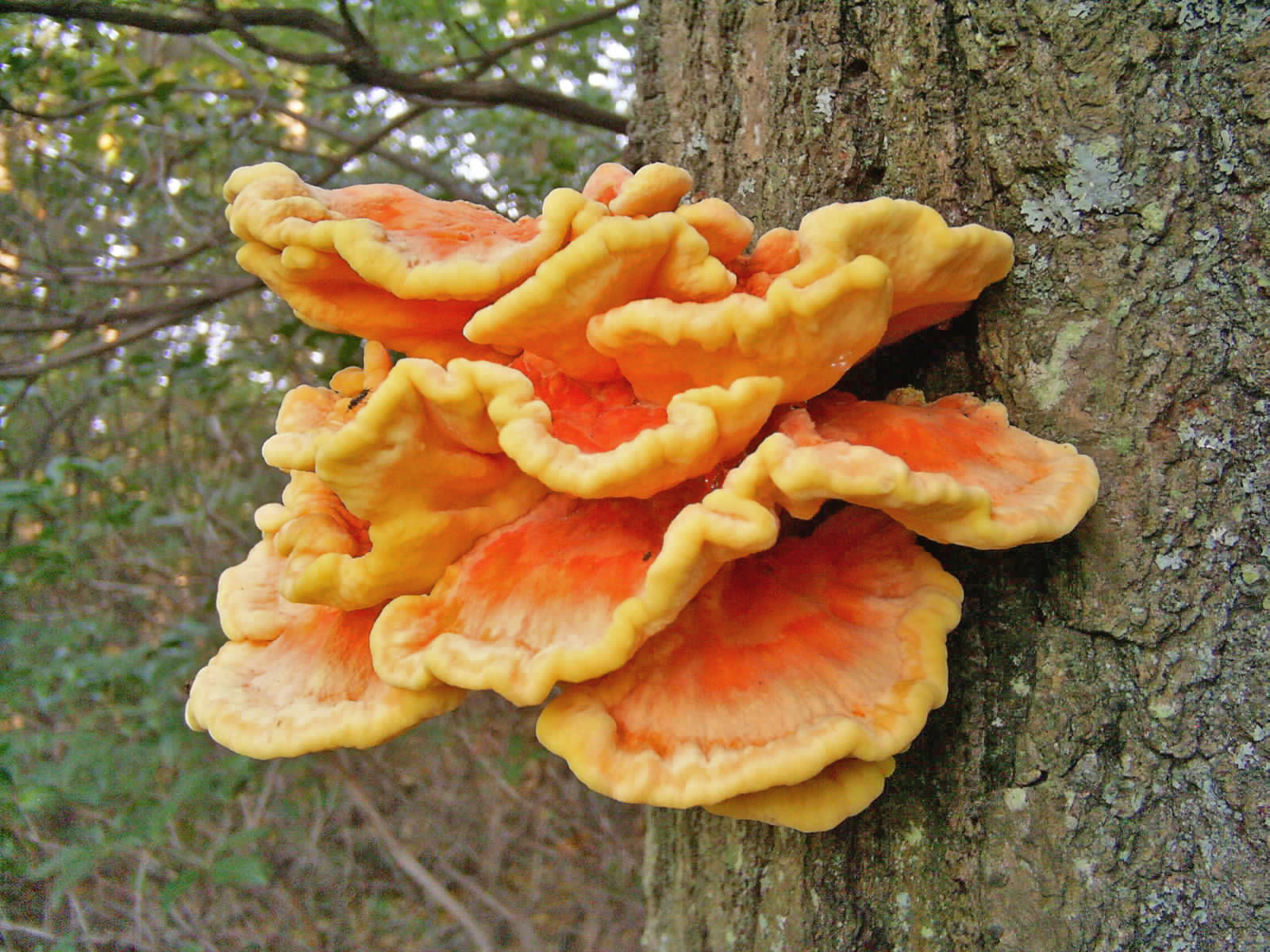
Gemeiner Schwefelporling
Laetiporus sulphureus

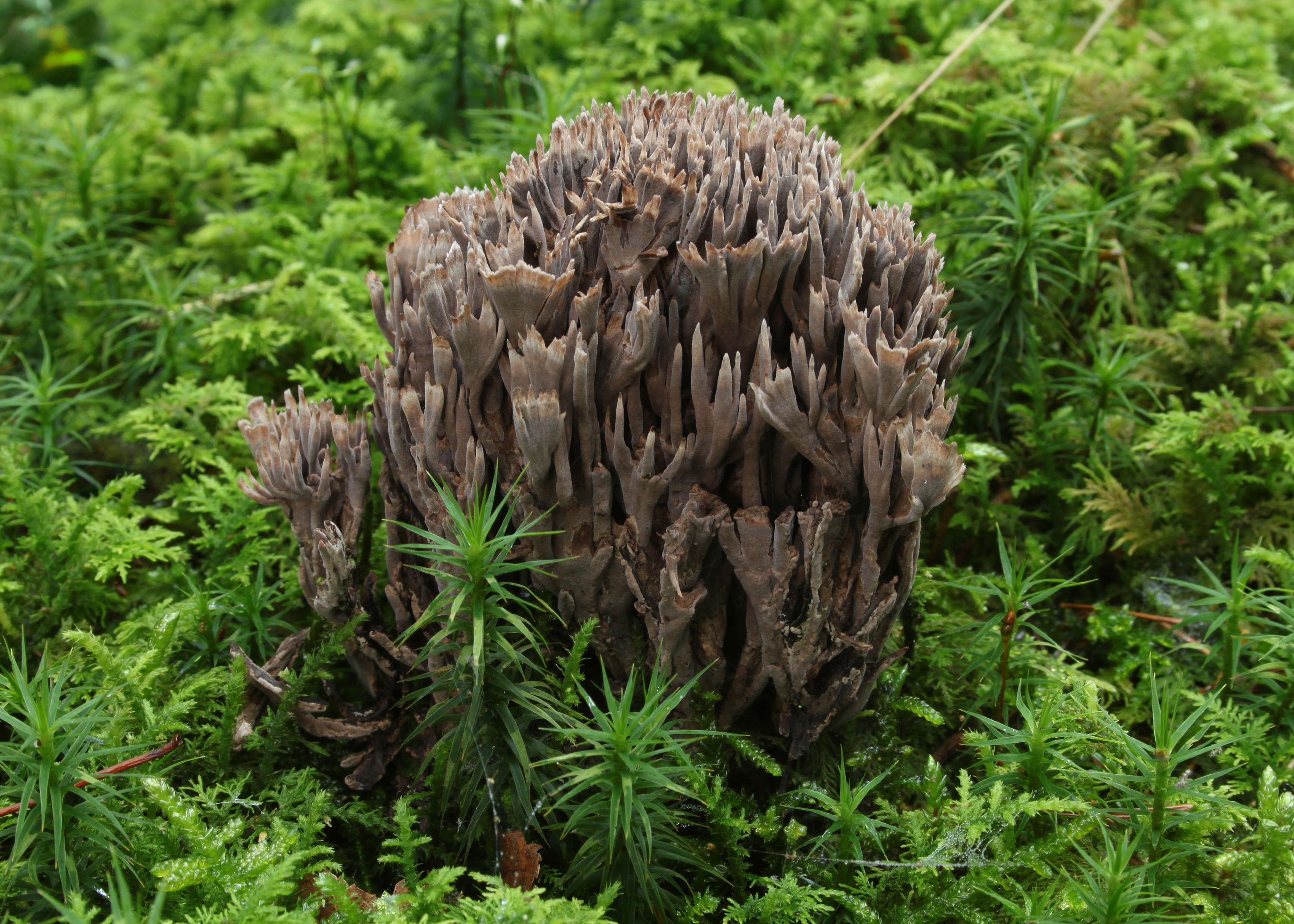
Stinkende Lederkoralle
Thelephora palmata

Die Nichtblätterpilze (Aphyllophorales) sind eine Gruppe von Ständerpilzen, die Arten mit unterschiedlich geformten Fruchtkörpern enthalten: korallenförmig verzweigt, flächig das Substrat überziehend, schüsselförmig sowie stachelings- und porlingsartig. Die Gruppierung der Arten ist jedoch künstlich.

## Geschichte
Die Ordnung Aphyllophorales wurde 1922 von Carleton Rea erstbeschrieben. Der wissenschaftliche Name leitet sich von „áphyllos“ (= blattlos) und dem griechischen Wortelement „-phóros“ (= -tragend) ab. Mit dieser Gruppe grenzte Rea Pilzarten ohne lamellenartiges Hymenophor von den Blätterpilzen ab, die er der Ordnung Agaricales zuordnete. Bauchpilze (Gastromycetes) und Gallertpilze (Heterobasidiomycetes) waren ebenfalls ausgenommen.
Nach dem ursprünglichen Konzept enthielten die Aphyllophorales die Familien Keulchenverwandte (Clavariaceae), Fingerhutverwandte (Cyphellaceae), Leberreischlingsverwandte (Fistulinaceae), Stoppelpilzverwandte (Hydnaceae), Fältlingsverwandte (Meruliaceae), Stielporlingsverwandte (Polyporaceae), Polystictaceae und Warzenpilzverwandte (Thelephoraceae). Die meisten dieser Familien bestehen immer noch, wenn auch in geänderter Form.
Obwohl viele Versuche unternommen wurden, eine natürlichere Klassifikation der Ständerpilze zu erstellen, wurden die Aphyllophorales – zumindest von einigen – weiter verwendet, bis die klassische Systematik in den 1990er Jahren vollständig von neuen Klassifikationssystemen abgelöst wurde, die auf der kladistischen Analyse von DNA-Sequenzen basieren.